# Església abacial de Sainte-Croix (Bordeus)
L'església de Sainte-Croix, a Bordeus, és l'antiga església abacial d'un monestir benedictí (Sancta Crux Burdegalensis). Actualment té la condició d'església parroquial.
L'església està classificada com a monument històric a la llista de 1840.

## Presentació
Es troba a la plaça Pierre Renaudel.

## L'església
Tot i que l'abadia es va fundar al segle VII, l'església actual només es va construir a finals del segle XI i principis del segle XII, amb una façana d'estil romànic santongeis.
Té forma de creu llatina. Consta d'una nau de cinc naus amb naus de 39 m, un transsepte amb un gran absis a cada braç i un absis poligonal amb una alçada de 15,30 m.
El monjo Dom Bédos de Celles va crear el 1750 el seu orgue, considerat actualment una obra mestra. Va ser restaurat l'any 1995 pel l'orguener Pascal Quoirin.
L'església va ser restaurada per Paul Abadie entre 1861 i 1865, que va afegir un campanar simètric a l'original a l'esquerra de la façana. També conserva dues obres del pintor Guillaume Cureau (vers 1595-1648): Sant Mommolin curant un posseït i Sant Maur curant un malalt, i una Exaltació de la Creu d'A. Bourgneuf (1636).

## Història de l'abadia
L'abadia es va fundar a l'època merovingia, al sud de Bordeus, en una elevació de terra, enmig d'un pantà travessat per un petit rierol, un "estey" anomenat Eau Bourde, que llançava les aigües al Garona a pocs centenars de metres del església actual. Desconeixem la data exacta de la seva fundació. Segons un epitafi que data del segle VII, Sant Mommolin, abat de Fleury sur Loire (avui Abadia de Saint-Benoît-sur-Loire) hi va morir cap a l'any 679. Els monjos d'allà van seguir el domini benedictí.
L'abadia original va ser destruïda pels sarraïns cap al 730, després probablement reconstruïda a finals del mateix segle. Va tornar a ser completament destruït per les terribles incursions normandes de mitjan segle IX, que van deixar el país dessagnat.

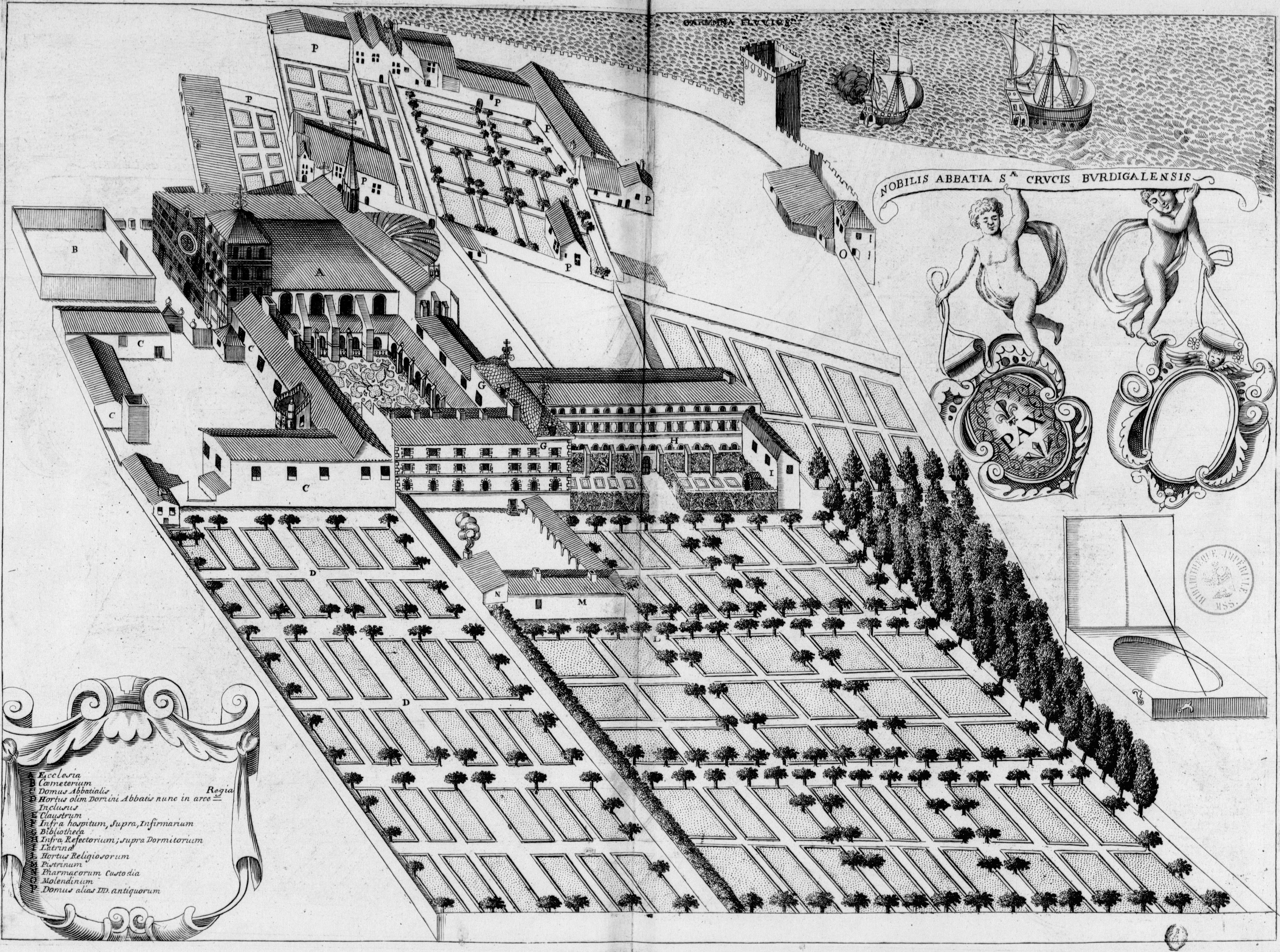
Abadia de la Santa Creu de Bordeus al Monasticon Gallicanum

La seva reconstrucció s'atribueix a Guillem II de Sicília (Guillem el Bo), comte de Bordeus, al lloc de l'oratori dedicat a sant Mommolin, potser l'any 970. L'abadia és propietària de les ciutats de Autelhan i Solac. Més tard, va ampliar les seves possessions de Saint-Macaire i Macau. A partir d'aleshores, de les donacions a les adquisicions, el camp es va anar ampliant a poc a poc. Els successius ducs d'Aquitània van confirmar els privilegis. L'església abacial es va construir a finals del segle XI o principis del segle XII, al mateix temps que la basílica de Soulac i l'església de Macau. Primer s'acaba amb cobertes de fusta o marcs oberts. Percep costums extra murals al sud i s'oposa al domini ducal de la domus de Centujan a Begla al llarg del segle XII durant les seves centenàries operacions hidràuliques de desenvolupament de lEau de Peyrelongue i per a la construcció d'una bateria de molins destinats per cobrir l'enorme demanda de tritura a la ciutat amb el seu creixement demogràfic. Durant les modificacions dels segles XII i XIII, l'església va rebre, entre altres coses, voltes gòtiques de formes intermèdies entre angevina i parisina.
Els abats van deixant col·lapsar els llocs habituals, cuines, dormitoris, menjadors, etc. Els monjos de la congregació de Saint-Maur van obtenir el permís el 1664 per construir un nou monestir que es va acabar el 1672.
L'any 1784 una cita (Arxiu Departamental de Gironda) va encarregar a l'arquitecte Étienne Laclotte la construcció d'un pont que travessés lEstey de Bègles, el pont du guit, un cementiri i una capella, annex de l'església de la Santa Creu. Aquesta capella de Sant Benoît es transformarà en magatzem l'any 1797.
L'abadia va ser assignada a un hospici el 1793. El 1890 s'hi va establir l'escola de belles arts.

## Llista d'abats
Abats regulars
- ? : Hélis o Hélie.
- ? : Gombaud.
- 1066-1087: Arnaud Trencard, va assistir al concili de Saintes el 1080, potser és la mateixa persona que va donar el lloc on es trobava El monestir. va ser reconstruït.
- 1097-1120: Foulques, va rebre del duc Guillem la "Basílica de Notre-Dame-de-la-fin-des-Terres a Solac. Va ser confirmat en possessió d'aquesta església contra els monjos de l'abadia de Saint-Sever.
- 1120-1131: Andró, va instar el papa Calixt II a retirar el seu títol d'abadia del Priorat de Saint-Macaire el 1122 -1123, malgrat la sentència dictada per Girard bisbe d'Angoulême i legat de la Santa Seu.
- 1132-1138: Pierre de Beissac o Buzac.
- 1138-1150: Guillem I Gombaud, elegit en aquesta data segons Etiennot.
- 1151-1153: Arnaud Gombaud.
- 1160-1170: Bertrand de Leyran o de Linham o de Leinan, el papa Alexandre III li va dirigir el 1164 un rescrit, datat a Sens, pel qual confirmava el monestir en les seves possessions i els seus privilegis.
- 1170-1179: Géraud de Ramefort, prior de Saint-Macaire.
- 1180-1210: Aranud de Vayrines, va rebre una butlla de Celestí III el 1194.
- 1210-1213: Seguin, potser és el mateix que Etiennot anomena Guillaume Seguin de Rions.
- 1213-1228: Guillem II Gombaud.
- 1229-1241: Ponce de Blancfort.
- 1245-1259: Pere I de Linham, va obtenir la condecoració pontifícia del papa el 1247.
- 1260-1267: Guillem III de Comps, va rebre diversos beneficis el 1264 de Robert de Curfan.
- 1267-1270: Bernat de La Gardera, va morir el 4 dels idus de maig.
- 1271-1283: Gaillard de La Mothe (de Motta), es creu que va ser durant la seva època quan es van establir els oficis de clausura com a títols.
- 1283-1305: Guillem IV de La Loubère.
- 1305-1306: Pere II Arnaud, va ser creat cardenal pel Papa Climent V durant el de el consistori del 15 de desembre de 1305, llavors nomenat vicecanceller de la Santa Església el 1306. Va ser anomenat comunament cardenal de la Santa Creu.
- 1306-1313: Imbert d'ante.

Abats elogiosos
- 1490 - 1499: André d'Espinay cardenal, abandona el seu càrrec

## Vida parroquial

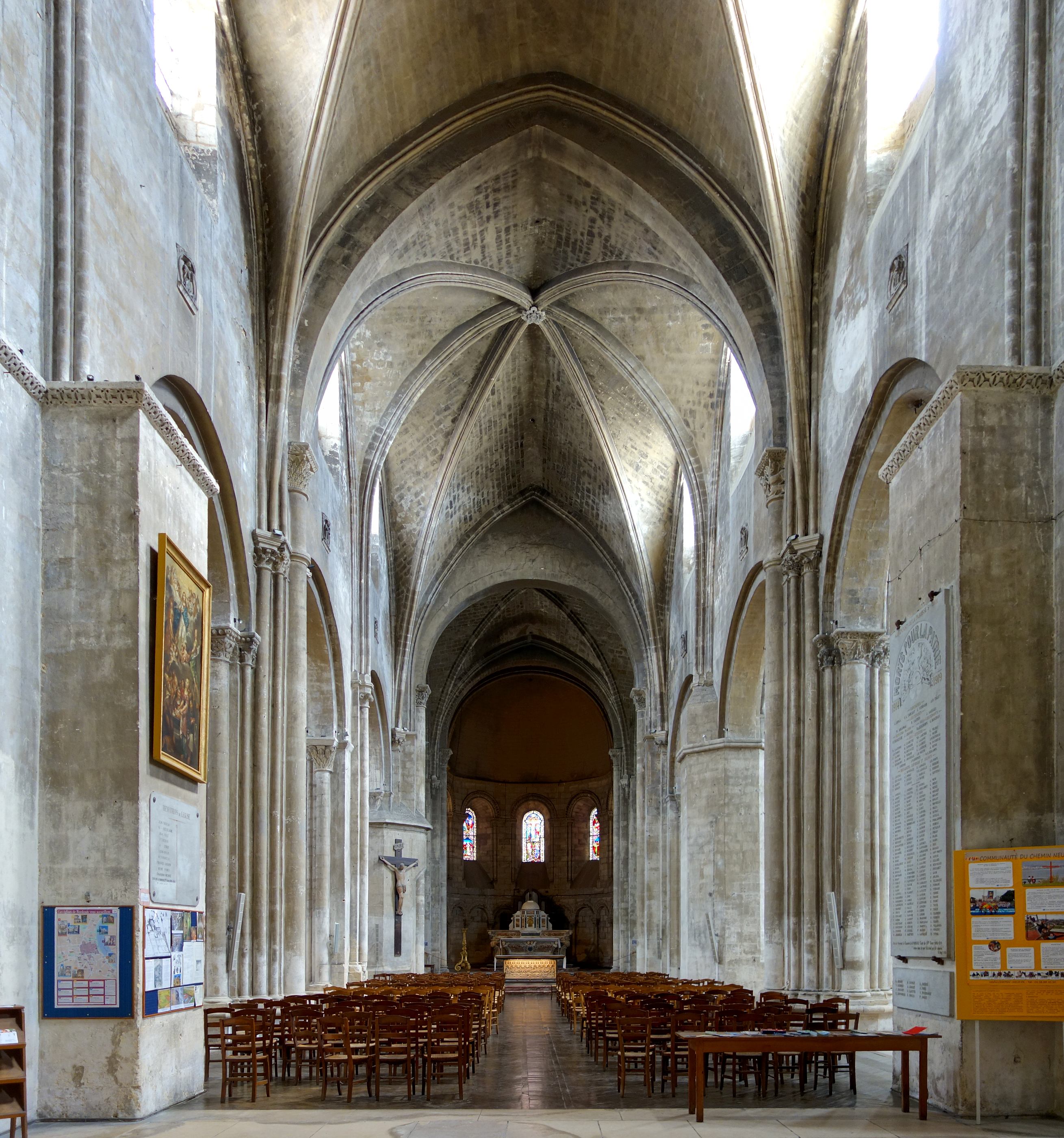
La nau.

L'església de Saint-Michel, l'església abacial de Sainte-Croix, l'església del Sacré Cœur i l'església de St. Jean de Belcier formen el sector pastoral de Saint Jean, agrupat en parròquia i confiat l'any 2021 a la família espiritual de Regnum Christi. Després dels fets vandàlics, un grup de feligresos va obrir l'església els divendres a la tarda, entre les 14 i les 16 hores i el primer diumenge de mes.

## La decoració esculpida de la porta
La iconografia dels cinc arcs de la porta central és una bella imatge de la vida humana i la seva vocació transcendental.
Així, la representació d'homes estirant d'una corda que apareix al primer arc pot simbolitzar les tensions que l'home pot sentir entre el bé i el mal. La vida no és fàcil. Aquesta presentació va recordar als que entraven a l'església que les bones eleccions eren importants per entrar a la vida eterna, al cel.
Els motius del segon arc semblen presentar els signes del zodíac, els mesos de l'any i l'obra dels homes. Ens recorden la temporalitat de la vida humana i el fluir del temps.
A la part superior de la porta, trobem un tema de la primera escena del llibre de l'Apocalipsi de Sant Joan: a l'arc hi ha representats els 24 vells coronats amb instruments musicals, tots amb túnica blanca. Van recordar als fidels que la vida eterna és possible i que els esperava un final feliç.
A l'arc dret podem considerar que la luxúria es simbolitza amb la representació d'una dona mossegada als pits per una serp. El de l'esquerra pot estigmatitzar l'avarícia amb representacions d'un home doblegat sota el pes d'una bossa penjada del coll i turmentat pel dimoni.

## L'orgue Dom Bedos
Per veure l'article detallat de l'orgue Dom Bedos de l'església abacial de Sainte-Croix a Bordeus, aneu al seu arxiu a la Viquipèdia francesa.

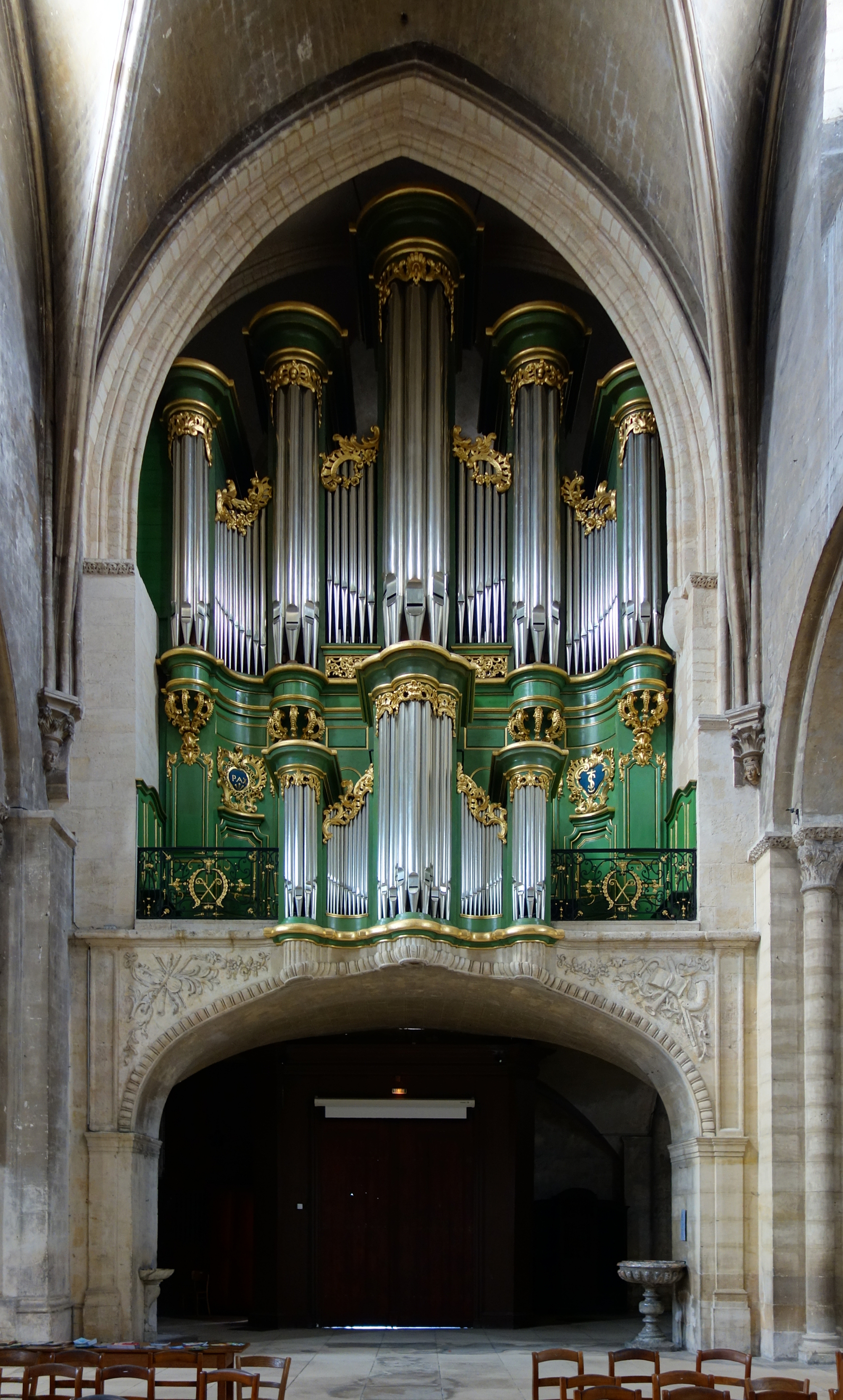
L'orgue Dom Bedos de l'església abacial de Sainte-Croix.

Un primer orgue ja existia al segle XVI i va ser substituït per un instrument més modest de 1661, construït pel fabricant anglès Jean Haon.
L'any 1730, els monjos de Sainte-Croix equiparen l'església d'un nou orgue molt més imponent. La creació d'aquesta obra mestra es deu a l'arribada de Dom François Bedos de Celles quinze anys després. Aquest monjo benedictí, teòric i organer resident a l'abadia de Sainte-Croix en la seva qualitat de secretari, va construir un dels més grans orgues clàssics francesos. Aquest orgue de setze peus es va construir en tres anys i després està format per 45 parades repartides en cinc teclats i una pedalera.
Després de la Revolució, fou restaurada però, el 1811, l'arquebisbe la requisà i feu traslladar la part instrumental a la catedral de Saint-André, on romangué fins al 1970. Aquell any es prengué la decisió de retornar-la a Sainte-Croix en el seu bufet original que havia quedat al seu lloc.
A partir de 1984, el constructor d'orgues Pascal Quoirin va rebre l'encàrrec de la restauració de la part instrumental de l'orgue. Van ser necessaris dotze anys per completar la restitució d'aquest monumental orgue.
A principis de la dècada de 1990 es va despullar l'aparador de la pintura marró que el recobria per recuperar la policromia original.
Després de la seva restauració, els dies 23 i 25 de maig de 1997 va tenir lloc la inauguració de l'orgue Dom Bedos, considerat una obra mestra a tot el món, amb intèrprets de prestigi: Francis Chapelet, Jean Boyer, Jean -Pierre Leguay i Michel Chapuis.

## Sant Mommolin, patró del poble de Bordeus
Avui quasi oblidat, sant Mommolin, monjo benedictí, va morir a Bordeus l'any 623. Va ser objecte d'una gran veneració popular des del segle XII fins a la Revolució Francesa. Tenia fama de curar malalties mentals i també posseïa persones.ref> https://www.pop.culture.gouv.fr/notice/palissy/PM31002462 [archive]</ref> Diguem que els posseïts podien haver estat alliberats després de romandre tota la nit lligats davant de la seva capella. Els anells encara es troben units a la base de certs pilars. El sarcòfag del monjo Sant Mommolin i la seva estàtua han desaparegut. No obstant això, es van poder conservar les seves relíquies, després d'haver-les amagat durant aquests segles d'història. Es troben en una capella lateral. Sant Mommolin està representat en dues pintures de l'església.

## Galeria

"
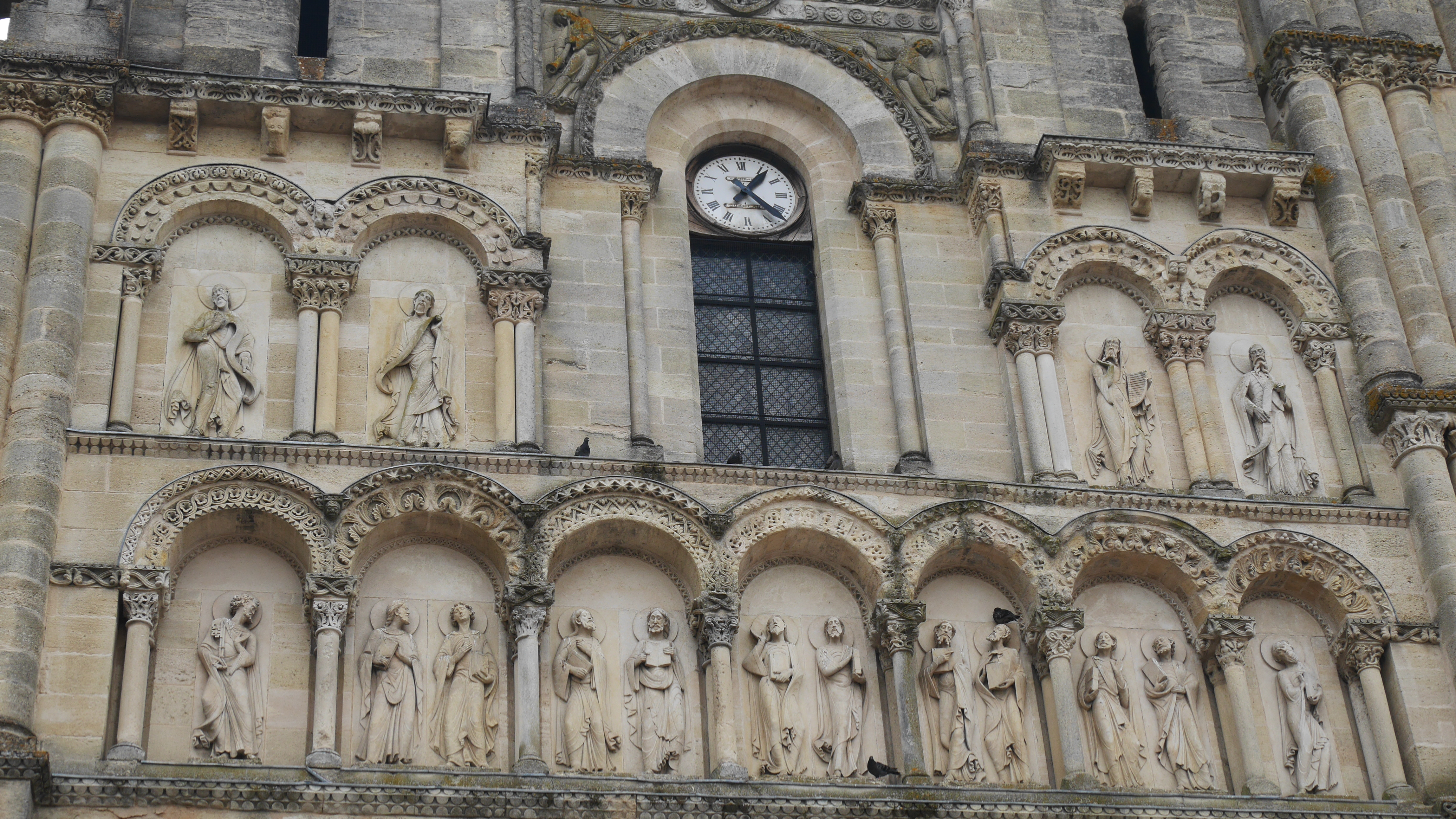
La galeria dels sants
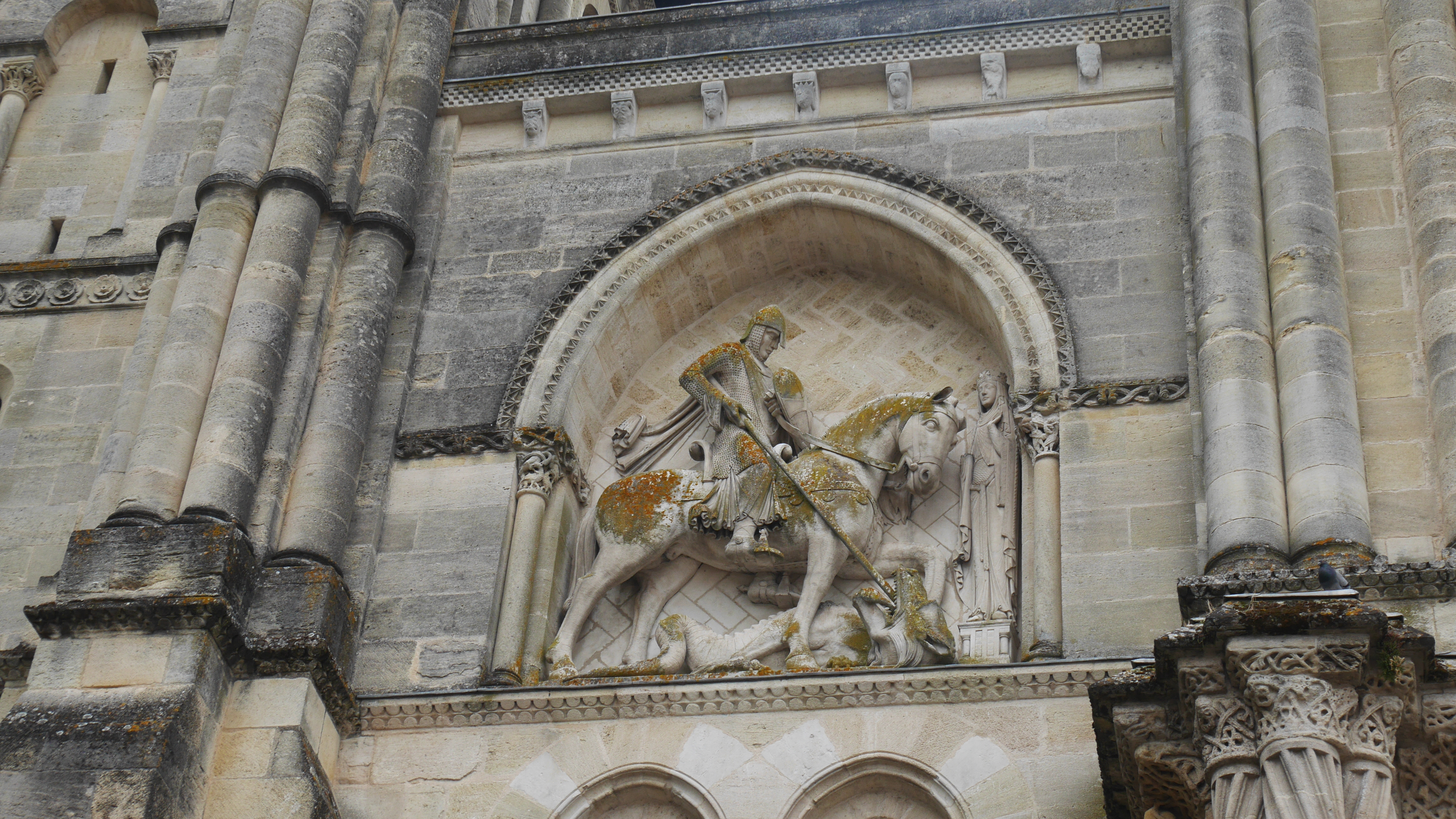
Escultura eqüestre
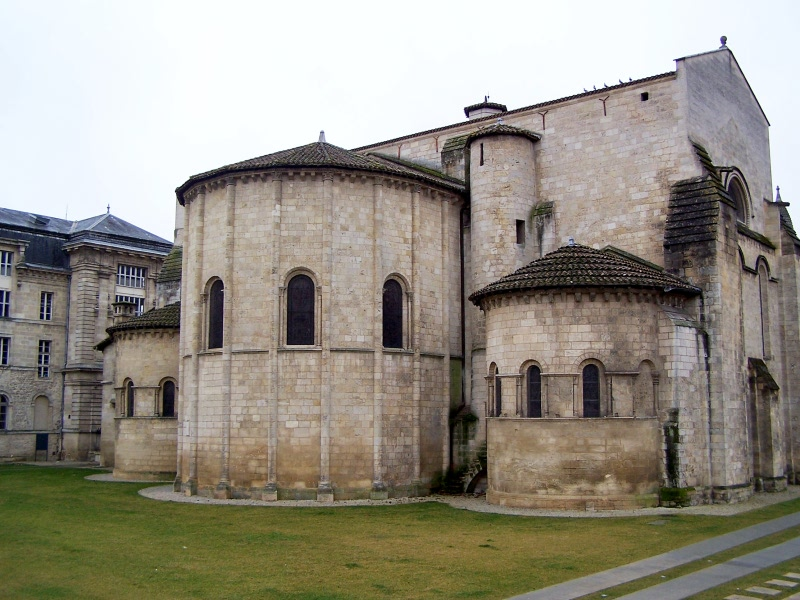
L'absid
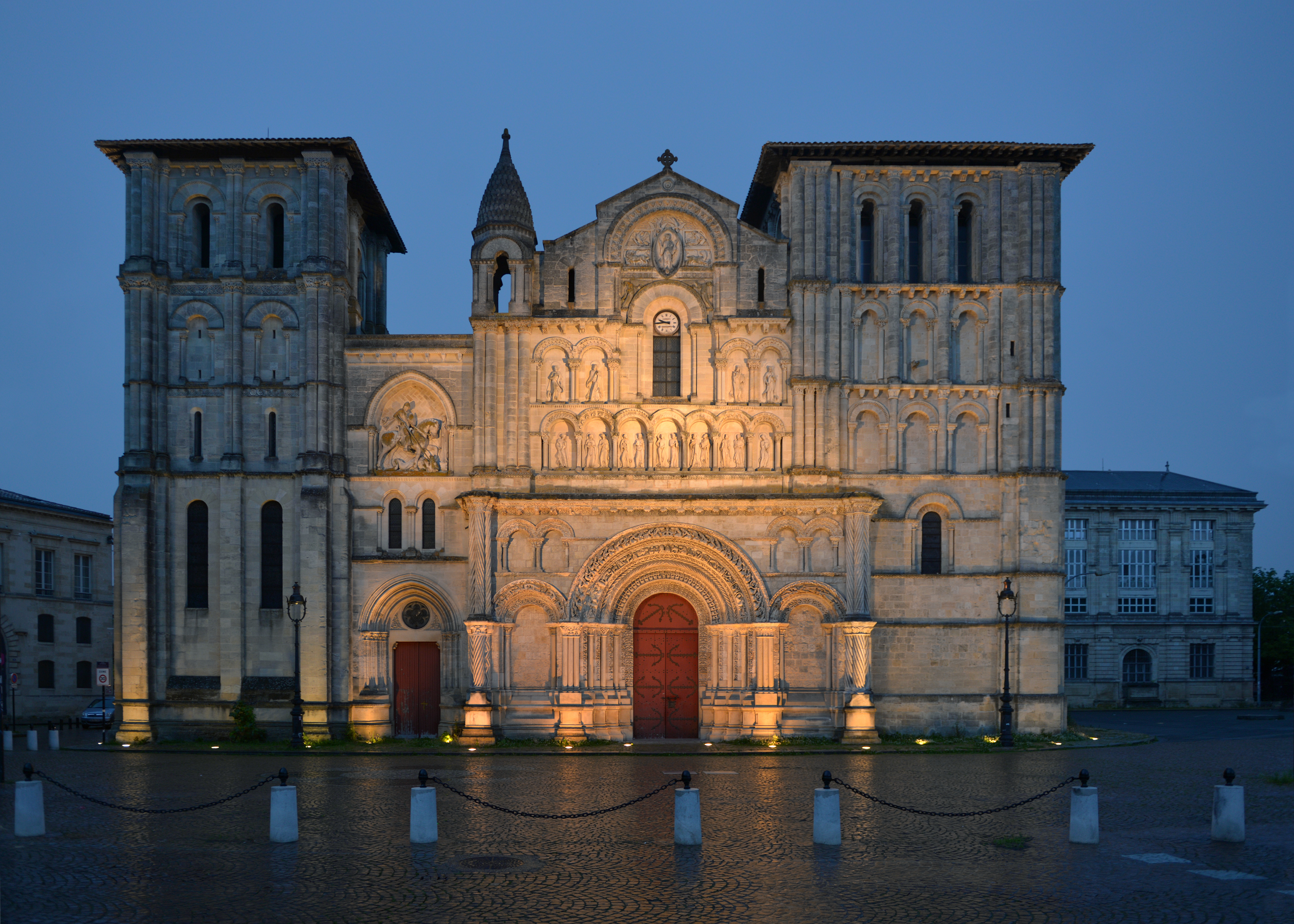
La façana a la nit